# تورس د ستلیته

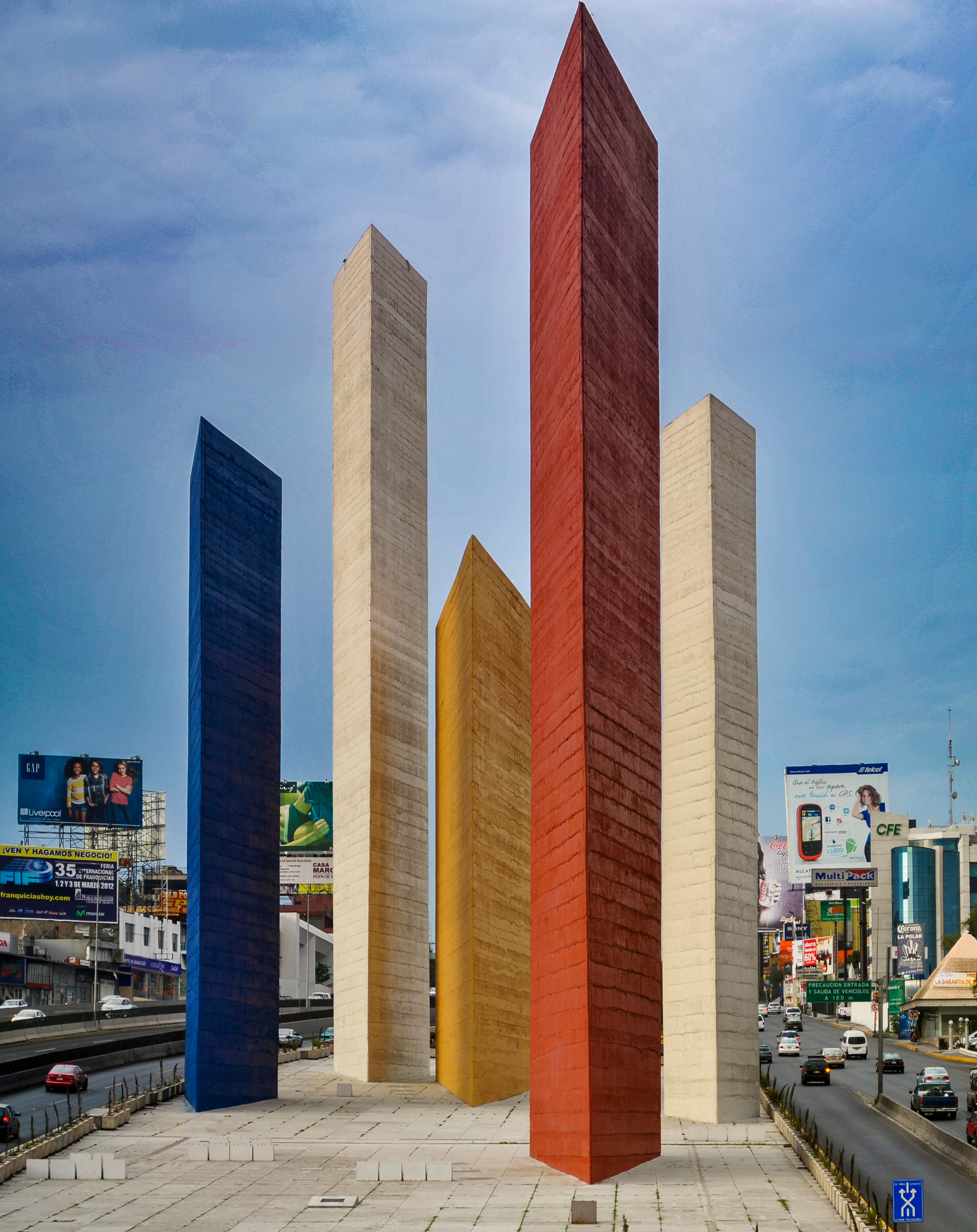

تورس د ستلیته (اسپانیایی: Torres de Satélite‎) (برج‌های ماهواره) در بخش شمالی مکزیکو سیتی قرار دارند و یکی از اولین مجسمه‌های شهری مکزیک در ابعاد بزرگند. توسعهٔ آن‌ها بر اساس ایده‌های معمار معروف مکزیکی لوئیس باراگان، نقاش مکزیکی خسوس ریس فریرا و مجسمه‌ساز مکزیکی ماتیاس گوئریتز در سال ۱۹۵۷ آغاز شد. در ابتدا قرار بود هفت برج ساخته شود و بزرگترین آنها ۲۰۰ متر ارتفاع داشته باشد، ولی کمبود بودجه باعث شد تنها پنج برج ساخته شود که بلندترین آن‌ها ۵۲ متر و کوتاه‌ترینشان ۳۰ متر ارتفاع دارد. برج‌ها به رنگ‌های اصلی آبی، قرمز، و زرد به همراه سفید رنگ‌آمیزی شده‌اند.

## در فرهنگ عامه
از برج‌ها در فیلم سوررئال کوه مقدس اثر آلخاندرو خودوروفسکی به شکل قابل‌توجهی استفاده شده‌است.